# 鵜戸口哲尚
鵜戸口 哲尚（うどぐち てつひさ、うどぐちてっしょう）は、日本の政治運動家、翻訳家、著述家、時事評論・文化批評家、東南アジア問題研究家である。
本名は藤田徹雄（ふじた てつお）。

## 人物・来歴
高校在学中から商業雑誌で書き始め、1970年代には精神障害者問題、東ティモール・カンボジア問題、1980年代には薬害エイズ問題などの政治運動に取り組んだ。
代表論文に「資本主義の"化身（アブアタール）"としての"狂人"--二重の偏見と差別の中で」「東チモールの独立と革命」「東南アジアにおける共産主義の生成と展開」があり、文学関係では「ヘンリー・ミラー論」「埴谷的文体の起源」など、編訳書には『カンボジアの悲劇』『カンボジアはどうなる』などがある。
ポル・ポト政権によるカンボジア大虐殺説を否定し、報道の誇張に言及した。そして、日本読書新聞紙上で、朝日新聞記者本多勝一と同僚井川一久、哲学者芝田進午を批判。鵜戸口がＤ・ボゲットとの共著『カンボジアの悲劇』で「ベトナム戦争におけるアメリカ帝国主義の犯罪を厳しく告発した人々が、カンボジアにおけるアメリカ帝国主義のエコジェノサイドとも言うべきものを殆ど告発せず、ポル=ポト政権の人権抑圧批判に血道を上げているのは、アメリカ帝国主義の犯罪性を隠蔽する努力ととられても仕方がないことだけは警告しておく」と書いた時、念頭にあったのは、本多勝一・井川一久といったジャーナリストと日本共産党に属する人々、中村梧郎、石川文洋らフォト=ルポタージュだったという。井川一久に「真実を拒む者の歪曲の指標」と題した反論文で事実誤認や曲解を批判されている。しかし、鵜戸口本人は虐殺を否定していないとしている。
後に当時の論争を振り返って、本多勝一を、“ポレミック・ダンディー気取り”と評した。『虐殺と報道』において、井川一久は主役ではなく美人局であり、本命は、とぼけた顔して、傍役に回って楚々と振る舞う本多勝一だとした。
企画集団澪標を旗揚げした。
新左翼系新聞「人民新聞」においても、彼の時事評論が多数。常に現場の最前線で戦う、闘志あふれる物言いの評論である。
主な人民新聞の記事に、「グローバリズムとポストモダン」「日朝友好の隘路の突破に向けて　～再び、拉致問題に寄せて～」「大人と子供の今」「アメリカ国家の犯罪とアメリカ市民の闘い 我々がアメリカ国家と闘わねばならない理由」などがある。
雲遊天下30では、17歳で自殺した18世紀のイギリスの詩人・トーマス・チャタートンを全面的に紹介している。チャタートン翻訳を目前に死去している。
人民新聞によると、2004年11月から2005年1月までの間に死去している。

## BOOKISH
2002年4月に、ビレッジプレス社発行の『雲遊天下』の姉妹誌として『BOOKISH』を立ち上げた。鵜戸口が編集長になり、編集委員には、村元武、藤原龍一郎、松永節などを迎えた。創刊に当たって、「グーテンベルグ銀河系の終焉を告げる声が喧しくなって久しいが、「書物」への執着は20世紀的郷愁ではないと、我々は断固として信じる。かくて、「本の永遠―ブッキシュ」を創刊する」との、強い意気込みではあったが、3号目で鵜戸口編集長の座を譲っている。3代目まで続いたが、BOOKISHは廃刊となった。彼はこの雑誌で、前田河広一郎の英文小説の邦訳を手がけ、稲垣足穂、アナイス・ニン、木山捷平の紹介をしている。

## 共編
- 『カンボジアの悲劇・飢えと戦争』D・ボゲット共編　成甲書房、1979年
- 『久坂葉子研究』柏木薫など共編　久坂葉子研究会

## 翻訳
- チャールズ・ブコウスキー『パンク、ハリウッドを行く』井澤秀夫共訳、ビレッジプレス、1999年
- ブコウスキー『オールドパンク、哄笑する』ビレッジプレス、2001年

### 雑誌
- 『bookish』初代編集長・鵜戸口哲尚、ビレッジプレス

### シナリオ
- 愛の行方